# Cameron Ocasio
Cameron Ocasio (7 de septiembre de 1999) es un actor estadounidense que ha interpretado varios papeles en series y películas de televisión, como Caught, Law & Order: Special Victims Unit y Sinister. Fue una de las estrellas de la serie de televisión de Nickelodeon Sam & Cat en el papel de Dice, en los 35 episodios. Esta firmado a través de International Modeling and Talent Association.

## Vida personal
Tiene un hermano mayor y una hermana menor. Tiene cinturón negro en artes marciales.

## Filmografía

### Películas
| Películas | Películas             | Películas          | Películas    |
| Año       | Película              | Personaje          | Notas        |
| --------- | --------------------- | ------------------ | ------------ |
| 2011      | Caught                | Joven Kevin        |              |
| 2012      | Love Magical          | Robert             |              |
| 2012      | Sinister              | Chico del BBQ      |              |
| 2012      | Child Eater           | Lucas              |              |
| 2013      | Over/Under            | Tommy              |              |
| 2013      | Fool’s Day            | Shane              | Cortometraje |
| 2014      | A Route Less Traveled | Alex Martinez      | Cortometraje |
| 2015      | Countdown to Blounce  | Terrance Hoyabembe | Cortometraje |
| 2018      | Love Magical          | Robert             |              |
| 2018      | The One               | Levi               | Cortometraje |
| 2021      | Project Pat Day       | Curtis             |              |

### Televisión
| Televisión | Televisión                           | Televisión         | Televisión                                  |
| Año        | Título                               | Personaje          | Notas                                       |
| ---------- | ------------------------------------ | ------------------ | ------------------------------------------- |
| 2011       | Law & Order: Special Victims Unit    | Nico Grey          | Episodio: "Lost Traveller"                  |
| 2012       | A Gifted Man                         | Chico de la Pelota | Episodio: "In Case of Co-Dependants"        |
| 2013       | Nickelodeon Kids’ Choice Awards 2013 | Él mismo           | Especial de televisión                      |
| 2013–2014  | Sam & Cat                            | Dice Corleone      | Reparto Principal; 36 episodios             |
| 2014       | Nickelodeon Kids Choice Awards 2014  | Él mismo           | Especial de televisión                      |
| 2014       | Webheads                             | Él mismo           | Episodio: "Boys for Nick Celebrity Edition" |
| 2015       | Nickelodeon Kids’ Choice Awards      | Él mismo           | Especial de televisión                      |
| 2016       | Commando Crash                       | Baxter             | Piloto                                      |

### Web
| Año  | Título                  | Personaje | Notas                   |
| ---- | ----------------------- | --------- | ----------------------- |
| 2014 | The Lil’ Sam & Cat Show | Dice      | Episodio: "#Lumpatious" |

### Teatro
| Año       | Título                                                      | Personaje |
| --------- | ----------------------------------------------------------- | --------- |
| 2010-2011 | Bloody Bloody Andrew Jackson en el Teatro Bernard B. Jacobs | Lyncoya   |